# 野崎源三郎
野崎 源三郎（のざき げんざぶろう、1907年3月27日 - 1986年12月29日）は、日本の政治家。元埼玉県鴻巣市長。

## 来歴
埼玉県生まれ。1930年、米沢高等工業学校（現・山形大学工学部）応用化学科卒業。卒業後、株式会社福岡商店工場で働く。商工技官、通商産業技官を歴任した。1958年、鴻巣市収入役となった。1970年8月1日、鴻巣市長になった。3期市長を務めた。1982年7月31日に退任した。『花の鴻巣音頭(埼玉県)』（歌・都はるみ）の作詞を担当した。市長時代の活躍が認められ第三号鴻巣市名誉市民となる。

## その他
- 郷土史に明るかった[8]。